# Heterochaeta strachani
Heterochaeta strachani är en bönsyrseart som beskrevs av Kirby 1904. Heterochaeta strachani ingår i släktet Heterochaeta och familjen Mantidae. Inga underarter finns listade i Catalogue of Life.